# La Bazoge (Manche)
La Bazoge és un municipi francès situat al departament de la Manche i a la regió de Normandia. L'any 2007 tenia 166 habitants.

## Demografia

### Població
El 2007 la població de fet de La Bazoge era de 166 persones. Hi havia 61 famílies de les quals 16 eren unipersonals (8 homes vivint sols i 8 dones vivint soles), 25 parelles sense fills i 20 parelles amb fills.
La població ha evolucionat segons el següent gràfic:
Habitants censats

### Habitatges
El 2007 hi havia 99 habitatges, 73 eren l'habitatge principal de la família, 8 eren segones residències i 18 estaven desocupats. 97 eren cases i 2 eren apartaments. Dels 73 habitatges principals, 57 estaven ocupats pels seus propietaris, 12 estaven llogats i ocupats pels llogaters i 3 estaven cedits a títol gratuït; 2 tenien una cambra, 5 en tenien dues, 17 en tenien tres, 22 en tenien quatre i 26 en tenien cinc o més. 52 habitatges disposaven pel capbaix d'una plaça de pàrquing. A 44 habitatges hi havia un automòbil i a 25 n'hi havia dos o més.

### Piràmide de població
La piràmide de població per edats i sexe el 2009 era:
| Homes | Edats   | Dones |
| ----- | ------- | ----- |
| 0     | 95 o +  | 0     |
| 0     | 90 a 94 | 0     |
| 0     | 85 a 89 | 4     |
| 0     | 80 a 84 | 0     |
| 4     | 75 a 79 | 4     |
| 20    | 70 a 74 | 12    |
| 0     | 65 a 69 | 4     |
| 8     | 60 a 64 | 4     |
| 0     | 55 a 59 | 0     |
| 8     | 50 a 54 | 4     |
| 8     | 45 a 49 | 4     |
| 4     | 40 a 44 | 8     |
| 4     | 35 a 39 | 0     |
| 4     | 30 a 34 | 8     |
| 8     | 25 a 29 | 0     |
| 4     | 20 a 24 | 4     |
| 0     | 15 a 19 | 0     |
| 4     | 10 a 14 | 0     |
| 4     | 5 a 9   | 0     |
| 4     | 0 a 4   | 8     |

## Economia
El 2007 la població en edat de treballar era de 90 persones, 64 eren actives i 26 eren inactives. De les 64 persones actives 59 estaven ocupades (33 homes i 26 dones) i 5 estaven aturades (3 homes i 2 dones). De les 26 persones inactives 14 estaven jubilades, 3 estaven estudiant i 9 estaven classificades com a «altres inactius».

### Ingressos
El 2009 a La Bazoge hi havia 67 unitats fiscals que integraven 159 persones, la mediana anual d'ingressos fiscals per persona era de 13.484 €.

### Activitats econòmiques
Dels 6 establiments que hi havia el 2007, 1 era d'una empresa extractiva, 1 d'una empresa de construcció, 1 d'una empresa de comerç i reparació d'automòbils, 1 d'una empresa d'hostatgeria i restauració, 1 d'una entitat de l'administració pública i 1 d'una empresa classificada com a «altres activitats de serveis».
L'únic servei als particulars que hi havia el 2009 era una fusteria.
L'any 2000 a La Bazoge hi havia 24 explotacions agrícoles que ocupaven un total de 570 hectàrees.

## Poblacions més properes
El següent diagrama mostra les poblacions més properes.